# Claremont (Dakota del Sud)
Claremont è un centro abitato (town) degli Stati Uniti d'America, situato nella Contea di Brown nello Stato del Dakota del Sud. La popolazione era di 127 persone al censimento del 2010. Fa parte dell'area micropolitana di Aberdeen.
Fu incorporata nel 1903 ed è stata sede di un ufficio postale dal 1887. La città molto probabilmente prende il nome da Claremont, New Hampshire.

## Geografia fisica
Claremont è situata a 45°40′21″N 98°00′57″W (45.672635, -98.015844).
Secondo lo United States Census Bureau, ha un'area totale di 0,26 miglia quadrate (0,67 km²).

## Società

### Evoluzione demografica
Secondo il censimento del 2010, c'erano 127 persone.

### Etnie e minoranze straniere
Secondo il censimento del 2010, la composizione etnica della città era formata dal 99,2% di bianchi e lo 0,8% di due o più etnie.